# Gijs Blom

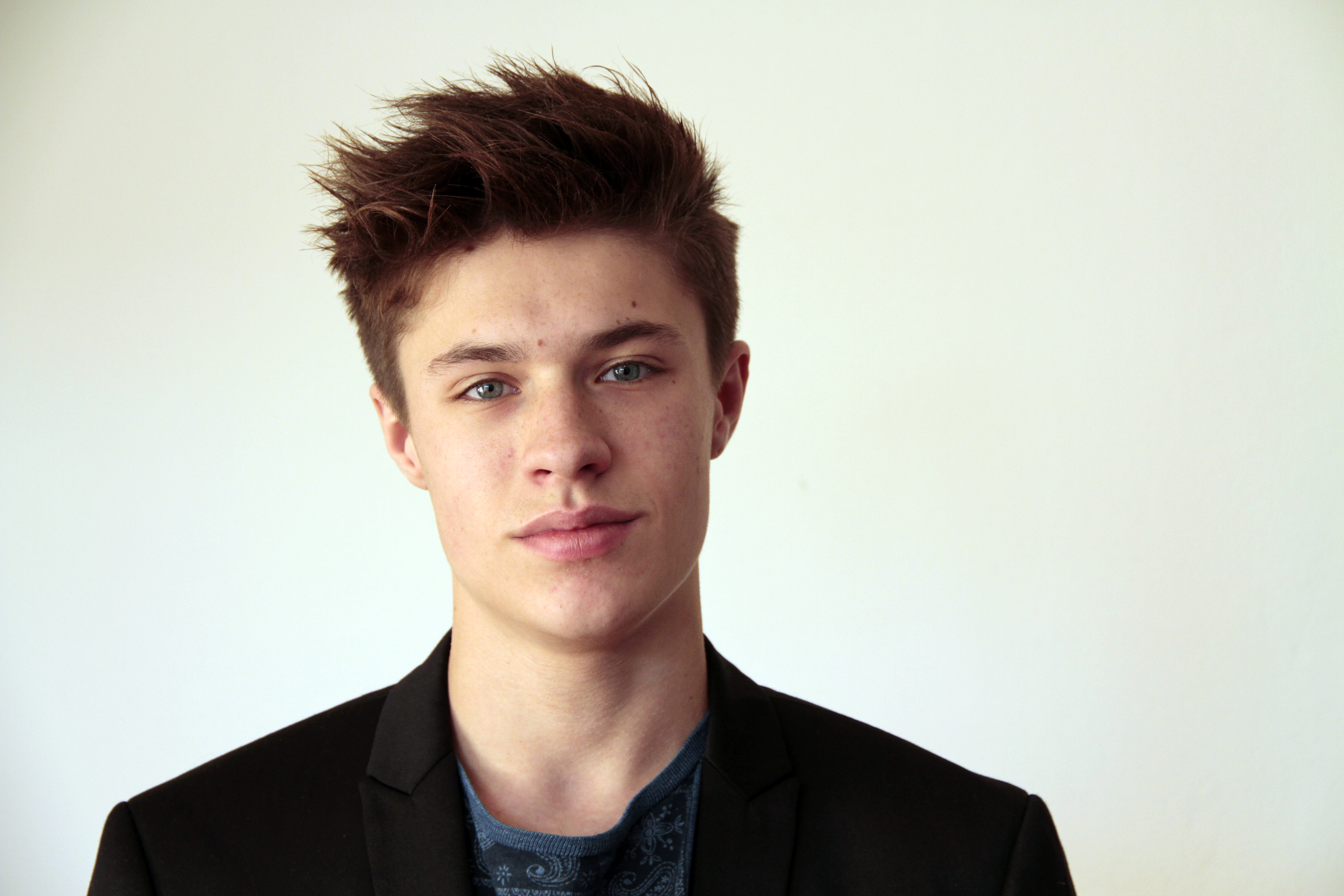
Gijs Blom 2013

Gijsbrecht Thijmen Matthias „Gijs“ Blom (* 2. Januar 1997 in Amsterdam) ist ein niederländischer Schauspieler.
Blom spielte zwischen 2007 und 2009 die Titelrolle in dem niederländischen Musical Ciske de Rat. Darüber hinaus ist er bekannt für seine Rollen in den Filmen Jongens (2014) und Nena (2014) sowie für seinen selbst gedrehten Kurzfilm Escapade (2014).

## Leben
Im Jahr 2011 spielte Blom seine erste Filmrolle in dem Kinofilm Sonny Boy von Maria Peeters. 2012 spielte er eine kleine Rolle im Film Urfeld und im deutschen Film Eine Frau verschwindet. Zwei Jahre später erhielt er die Rolle des schwulen Teenagers Sieger im erfolgreichen Film Jongens von Mischa Kamp, die Rolle des Olivier im Film Kankerlijers von Lodewijk Crijns und eine Nebenrolle in dem Spielfilm Nena von Saskia Diesing. Im September 2014 folgte der Film Pijnstillers, nach dem gleichnamigen Buch von Carry Slee. In dieser Produktion spielte Blom die Rolle des Casper.
Am 4. Juni 2014 gewann Blom mit dem Film Jongens auf dem 54. Filmfestival in Zlín (Tschechien) vier Preise, darunter den Publikumspreis und den Preis für den besten Schauspieler. Für dieselbe Rolle wurde er in diesem Jahr nominiert für ein Goldenes Kalb in der Kategorie Bester Schauspieler.

## Filmografie
- 2011: Sonny Boy – Eine Liebe in dunkler Zeit (Sonny Boy)
- 2012: Eine Frau verschwindet
- 2012: Urfeld
- 2013: Triade (Kurzfilm)
- 2014: Jongens
- 2014: Kankerlijers
- 2014: Nena
- 2014: Pijnstillers
- 2014: Vier Meter (Kurzfilm)
- 2014: Escapade (Kurzfilm; auch Regie und Drehbuch)
- 2015: 4Jim (Fernsehserie, 21 Episoden)
- 2016: Moordvrouw (Fernsehserie, Episode 5x1 Noodlot)
- 2016: La Famiglia (Fernsehserie)
- 2017: Silk Road – Könige des Darknets
- 2020: Der Brief für den König (The Letter for the King, Fernsehserie)
- 2020: Die Schlacht um die Schelde (De slag om de Schelde)